# Agdistis varii
Agdistis varii là một loài bướm đêm thuộc họ Pterophoridae. Nó được tìm thấy ở Nam Phi (Mpumalanga, Limpopo) và Zimbabwe.
Sải cánh dài 16–20 mm. Cánh trước màu nâu với hai đốm tối, cánh sau màu nâu. Con trưởng thành bay từ tháng 2 đến tháng 5.